# Цибріну
Цибріну (рум. Țibrinu) — село у повіті Констанца в Румунії. Входить до складу комуни Мірча-Воде.
Село розташоване на відстані 164 км на схід від Бухареста, 42 км на північний захід від Констанци, 122 км на південь від Галаца.

## Населення
За даними перепису населення 2002 року у селі проживали 123 особи, з них 122 особи (99,2%) румунів. Рідною мовою 122 особи (99,2%) назвали румунську.